# Pravo u 1531.
◄◄ | ◄ | 1528. | 1529. | 1530. | 1531.  | 1532. | 1533. | 1534. | ► | ►►
Arhitektura • Astronomija • Glazba • Kazalište • Kiparstvo • Knjige • Književnost • Kršćanstvo • Medicina • Politika • Pravo • Promet • Slikarstvo • Znanost
Pravo u 1531.

## Hrvatska i u Hrvata

### Događaji
- Rovinjski statut

## Vanjske poveznice
|  | Zajednički poslužitelj ima još gradiva o temi Pravo |